# Steve Lombardi
Steven Lombardi, znany jako The Brooklyn Brawler (ur. 18 kwietnia 1961, Nowy Jork) – profesjonalny wrestler i road-agent. Obecnie pracuje dla federacji World Wrestling Entertainment (WWE).
Jako wrestler występuje od 1983. W styczniu 2003, podczas niezależnie odbywających się zawodów Border City Wrestling (BCW) w Windsor przyznano mu tytuły BCW Can-Am Television Championship i BCW Can-Am Heavyweight Championship. Na National Wrestling Alliance zdobył tytuł NWA Michigan Heavyweight Championship.
Lombardi jest jednym z nielicznych gejów otwarcie udzielających się w swojej branży. Związek emocjonalny łączył go z innym wrestlerem, Patem Pattersonem.

## Osiągnięcia
Border City Wrestling
- BCW Can-Am Heavyweight Championship
- BCW Can-Am Television Championship

NWA Michigan
- NWA Michigan Heavyweight Championship